# Sharp Hotbit
El Hotbit HB-8000 fue un microordenador MSX1 comercializado por Epcom, y desarrollado por la filial brasileña de la corporación japonesa Sharp, a mediados de la década de 1980. Las máquinas MSX eran muy populares en Brasil en esta época, y prácticamente han eliminado a todas las otras microcomputadoras competidoras de 8 bits en el mercado brasileño.

## Versiones 1-1.2
El Hotbit tenía tres versiones: 1.0 y 1.1 con carcasa gris y blanca y 1.2, con carcasa negra y una ROM ligeramente modificada para resolver un problema de compatibilidad de tabla ASCII con el otro MSX brasileño, el Gradiente Expert.

## Características técnicas
| UCP            | Zilog Z80A a 3,58 MHz                                                                                       |
| RAM            | 64 KiB |
| VRAM           | 16 KiB (TMS9928NL)                                                                                          |
| ROM            | 32 KiB |
| Teclado        | mecánico, 73 teclas                                                                                         |
| Pantalla       | texto: 40 X 24; gráfico: 256 x 192 píxeles; 16 colores, 32 sprites                                          |
| Sonido         | altavoz incorporado, General Instrument AY-3-8910 (PSG), 3 voces                                            |
| Puertos        | 2 conectors de joystick, puerto paralelo Centronics, 2 conectors de cartucho, salida de TV, salida de audio |
| Almacenamiento | Magnetófono de casete (1200/2400 baudios), una o dos unidades de disquete externas de 5¼" opcionales        |

## Periféricos
- HB-100: joystick
- HB-2400: magnetófono de casete
- HB-3000 o HB-3001: módem externo

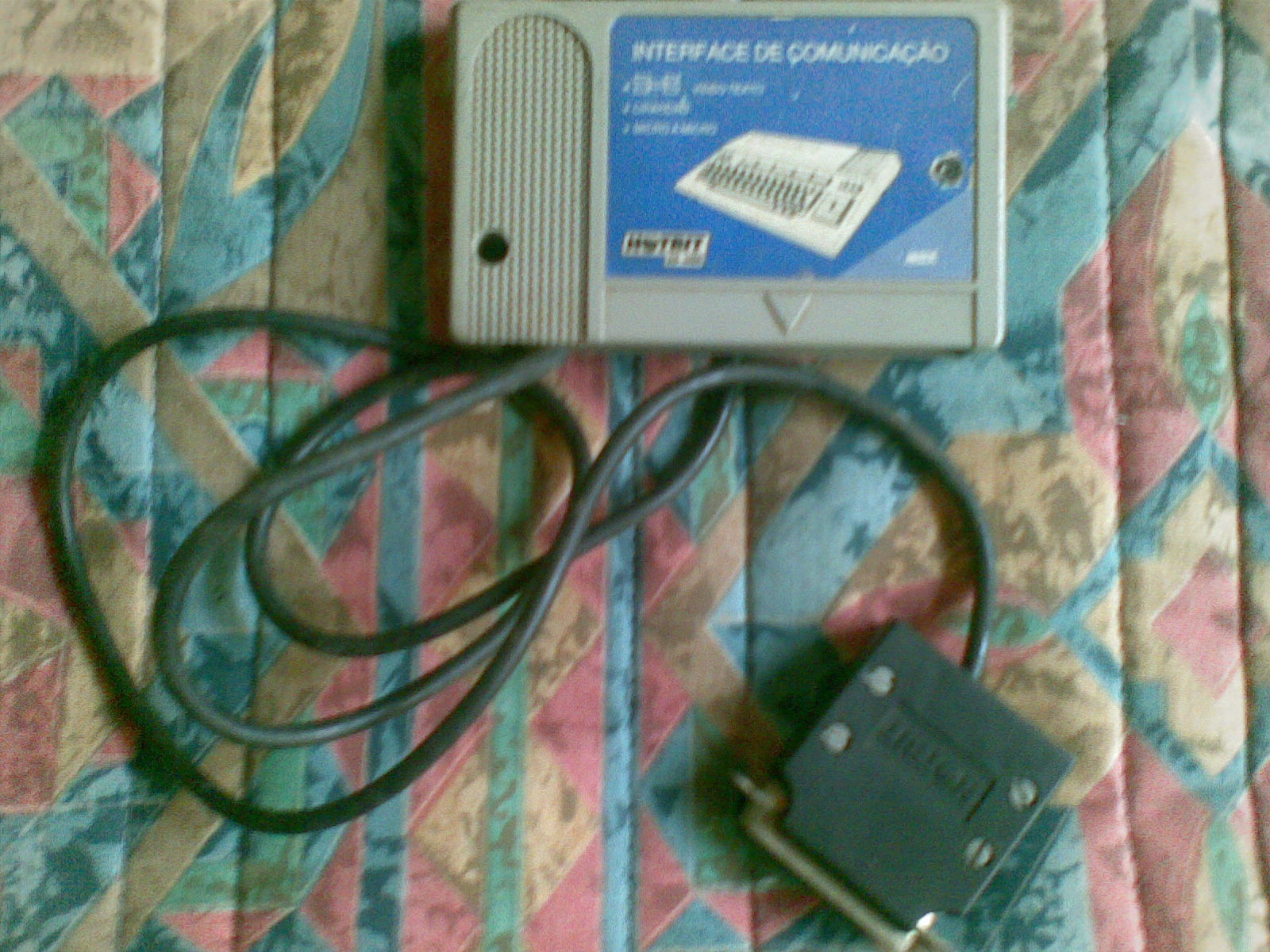
Módem HB-3000.

- HB-6000: 5¼" disquetera (media altura), 360 KiB